# Горка (Матигорское сельское поселение, Быстрокурский сельсовет)
Горка — деревня в Холмогорском районе Архангельской области. Входит в состав Быстрокурского сельсовета Матигорского сельского поселения (муниципальное образование «Матигорское»).

## Географическое положение
Деревня расположена на левом берегу Быстрокурки, рукава Северной Двины, по соседству с другим населённым пунктом Матигорского сельского поселения — деревней Труфаново. Расстояние до административного центра сельского поселения, деревни Харлово, составляет 9,6 км, а до административного центра Холмогорского района, села Холмогоры, — 15 км пути по автодороге.

## Население
| 2002 | 2010 | 2012 |
| ---- | ---- | ---- |
| 51   | ↗93  | ↗132 |

| Население                  | на 1 января 2010 года |
| -------------------------- | --------------------- |
| В возрасте до 16 лет       | 21                    |
| Трудовые ресурсы           | 73                    |
| Пенсионеры                 | 38                    |
| Всего                      | 132                   |
| Прибыло / выбыло (за год)  | 5 / 3                 |
| Родилось / умерло (за год) | 0 / 2                 |

## Инфраструктура
По данным администрации Холмогорского района на 1 января 2010 года жилищный фонд деревни составляет 3,956 тыс. м², а покинутые и пустующие дома — 12 % от общей площади жилищного фонда. На территории населённого пункта расположено быстрокурское отделение ОНО «Холмогорская опытная станция животноводства и растениеводства».